# 10891 Fink
10891 Fink este un asteroid din centura principală de asteroizi.

## Descriere
10891 Fink este un asteroid din centura principală de asteroizi. A fost descoperit pe 30 august 1997 la Caussols, în cadrul proiectului ODAS. Asteroidul prezintă o orbită caracterizată de o semiaxă mare de 2,29 ua, o excentricitate de 0,12 și o înclinație de 5,1° în raport cu ecliptica.